# Mohammad Saber Rohparwar
Mohammad Saber Rohparwar – afgański piłkarz, grający na pozycji napastnika, reprezentant Afganistanu, trener piłkarski.

## Kariera piłkarska
Większość swojej kariery piłkarskiej występował w Hindukush Kabul FC, w którym rozegrał 200 meczów i strzelił 65 goli.

## Kariera reprezentacyjna
W latach 70. XX wieku bronił barw reprezentacji Afganistanu, w której zdobył 25 bramek. Ponadto pełnił funkcje kapitana narodowej drużyny.

## Kariera piłkarska
Jako trener prowadził klub Kaur. Wyszkolił wiele znanych piłkarzy, m.in. Najib Kohyar. Kiedy w 1978 rozpoczęła się wojna domowa wyemigrował do Hamburga, gdzie pracował jako taksówkarz. Założył klub piłkarski o nazwie Ariana SV, w którym obecnie jest dyrektorem.

## Sukcesy i odznaczenia
- najlepszy strzelec wszech czasów reprezentacji Afganistanu: 25 goli